# Diceria dell'untore
Diceria dell'untore er en italiensk film fra 1990 af Beppe Cino.

## Medvirkende
- Franco Nero som Gesualdo
- Vanessa Redgrave som Sister Crucifix
- Fernando Rey
- Salvatore Cascio
- Tiberio Murgia
- Toni Ucci
- Lucrezia Lante della Rovere som Marta